# Beaujeu-Saint-Vallier-Pierrejux-et-Quitteur
Beaujeu-Saint-Vallier-Pierrejux-et-Quitteur és un municipi francès situat al departament de l'Alt Saona i a la regió de Borgonya - Franc Comtat. L'any 2007 tenia 987 habitants.

## Demografia

### Població
El 2007 la població de fet de Beaujeu-Saint-Vallier-Pierrejux-et-Quitteur era de 987 persones. Hi havia 361 famílies, de les quals 85 eren unipersonals (27 homes vivint sols i 58 dones vivint soles), 105 parelles sense fills, 136 parelles amb fills i 35 famílies monoparentals amb fills.
La població ha evolucionat segons el següent gràfic:
Habitants censats

### Habitatges
El 2007 hi havia 441 habitatges, 365 eren l'habitatge principal de la família, 49 eren segones residències i 27 estaven desocupats. 400 eren cases i 37 eren apartaments. Dels 365 habitatges principals, 287 estaven ocupats pels seus propietaris, 71 estaven llogats i ocupats pels llogaters i 7 estaven cedits a títol gratuït; 13 tenien dues cambres, 37 en tenien tres, 98 en tenien quatre i 216 en tenien cinc o més. 307 habitatges disposaven pel capbaix d'una plaça de pàrquing. A 143 habitatges hi havia un automòbil i a 189 n'hi havia dos o més.

### Piràmide de població
La piràmide de població per edats i sexe el 2009 era:
| Homes | Edats   | Dones |
| ----- | ------- | ----- |
| 0     | 95 o +  | 4     |
| 4     | 90 a 94 | 0     |
| 12    | 85 a 89 | 4     |
| 4     | 80 a 84 | 4     |
| 12    | 75 a 79 | 20    |
| 8     | 70 a 74 | 28    |
| 12    | 65 a 69 | 12    |
| 24    | 60 a 64 | 28    |
| 20    | 55 a 59 | 16    |
| 28    | 50 a 54 | 20    |
| 16    | 45 a 49 | 20    |
| 28    | 40 a 44 | 28    |
| 16    | 35 a 39 | 24    |
| 40    | 30 a 34 | 28    |
| 28    | 25 a 29 | 36    |
| 8     | 20 a 24 | 20    |
| 16    | 15 a 19 | 28    |
| 32    | 10 a 14 | 24    |
| 36    | 5 a 9   | 20    |
| 16    | 0 a 4   | 24    |

## Economia
El 2007 la població en edat de treballar era de 548 persones, 406 eren actives i 142 eren inactives. De les 406 persones actives 385 estaven ocupades (205 homes i 180 dones) i 21 estaven aturades (8 homes i 13 dones). De les 142 persones inactives 64 estaven jubilades, 37 estaven estudiant i 41 estaven classificades com a «altres inactius».

### Ingressos
El 2009 a Beaujeu-Saint-Vallier-Pierrejux-et-Quitteur hi havia 375 unitats fiscals que integraven 995 persones, la mediana anual d'ingressos fiscals per persona era de 16.520 €.

### Activitats econòmiques
Dels 22 establiments que hi havia el 2007, 1 era d'una empresa extractiva, 2 d'empreses alimentàries, 7 d'empreses de construcció, 4 d'empreses de comerç i reparació d'automòbils, 1 d'una empresa de transport, 2 d'empreses d'hostatgeria i restauració, 3 d'empreses immobiliàries, 1 d'una empresa de serveis i 1 d'una entitat de l'administració pública.
Dels 10 establiments de servei als particulars que hi havia el 2009, 1 era una oficina de correu, 1 taller de reparació d'automòbils i de material agrícola, 4 paletes, 2 fusteries, 1 electricista i 1 restaurant.
Dels 2 establiments comercials que hi havia el 2009, 1 era una botiga de menys de 120 m² i 1 una fleca.
L'any 2000 a Beaujeu-Saint-Vallier-Pierrejux-et-Quitteur hi havia 21 explotacions agrícoles que ocupaven un total de 1.089 hectàrees.

## Equipaments sanitaris i escolars
El 2009 hi havia 1 hospital de tractaments de mitja durada (seguiment i rehabilitació) i 1 farmàcia.
El 2009 hi havia una escola elemental integrada dins d'un grup escolar amb les comunes properes formant una escola dispersa.

## Poblacions properes
El següent diagrama mostra les poblacions més properes.